# Hang động Thần tiên Saalfeld
Động Thần tiên Saalfeld (tiếng Đức: Saalfelder Feengrotten, Hang động tiên nữ Saalfeld) là động của một hầm mỏ cũ gần Saalfeld, thuộc bang Thüringen của Đức.
Từ lâu động này đã nổi tiếng về vô số các thạch nhũ sặc sỡ hình thành qua nhiều năm bởi nước chảy qua đá tương đối mềm. Kể từ năm 1993, sách kỷ lục thế giới Guinness đã gọi Feengrotten là "hang động đầy màu sắc nhất trên thế giới".

## Quy mô
Động bao gồm ba hang nối liền với nhau bằng các đường hầm. Trong hang đầu tiên, thông tin được trình bày về lịch sử của mỏ - mỏ đá phiến sét phèn hoạt động từ thế kỷ 16 đến thế kỷ 19, đã đóng cửa vào năm 1850 nhưng đã mở lại để tham quan vào năm 1914. Bối cảnh lịch sử bao gồm thông tin về phương pháp xử lý bức xạ môi trường trước đây được cung cấp cho đến khi các phương pháp xử lý được phát hiện là nguy hiểm.
Trong hang thứ hai được tìm thấy nguồn nước chứa đầy khoáng chất, hình thành các măng đá, vú đá và các hình dạng khác trong nhiều thế kỷ. Hang thứ ba chứa đựng "Vương quốc Thần tiên" (Märchendom) nổi tiếng, có sự kết hợp của các nhóm trầm tích, được chiếu sáng bằng ánh đèn sân khấu và phản chiếu trong một hồ nước hoàn toàn phẳng lặng, được cho là giống với lâu đài và các tòa nhà thu nhỏ khác.

## Lịch sử
Trong lịch sử, phèn đã được sử dụng trong một loạt các sản phẩm thuốc, như một chất bảo quản thực phẩm, để làm trong nước và để hoàn thiện vải. Tuy nhiên, trong thế kỷ 19, các hợp chất hóa học hiệu quả hơn đã được phát triển, và phèn không còn là một sản phẩm khai thác mỏ có thể mang lại lợi nhuận. Vào thế kỷ 20, động thần tiên này hầu như đã bị lãng quên. Nhưng năm 1910, mỏ cũ đã được khám phá lại và các nhà thám hiểm đã ghi nhận các trầm tích khoáng vật tuyệt vời đã tích tụ trong thời kỳ địa chất ngắn ngủi kéo dài 3 thế kỷ.
Vào năm 1913, hang thứ ba với "Vương quốc Thần tiên" đã được phát hiện, và ngay trước khi chiến tranh thế giới thứ nhất nổ ra vào năm 1914, các tour du lịch bắt đầu được đưa ra công chúng. Vào thời điểm đó, một gian hàng với quán cà phê đã được mở ra vẫn còn được sử dụng trong những thập kỷ tiếp theo - bao gồm cả Cộng hòa Dân chủ Đức (GRD) sau chiến tranh thế giới thứ II, phân loại động thần tiên này như một điểm quan tâm (Sehenswürdigkeit) của GDR, mở cửa cho khách du lịch nước ngoài. Sau khi thống nhất nước Đức, gian hàng được cải tạo bắt đầu vào năm 1998, và các cơ sở mới đã được thêm vào.
Từ năm 1914 đến năm 2007, hơn 20 triệu người đã đến thăm hang động, mỗi năm thu hút được khoảng 160.000 du khách.

## Hình ảnh

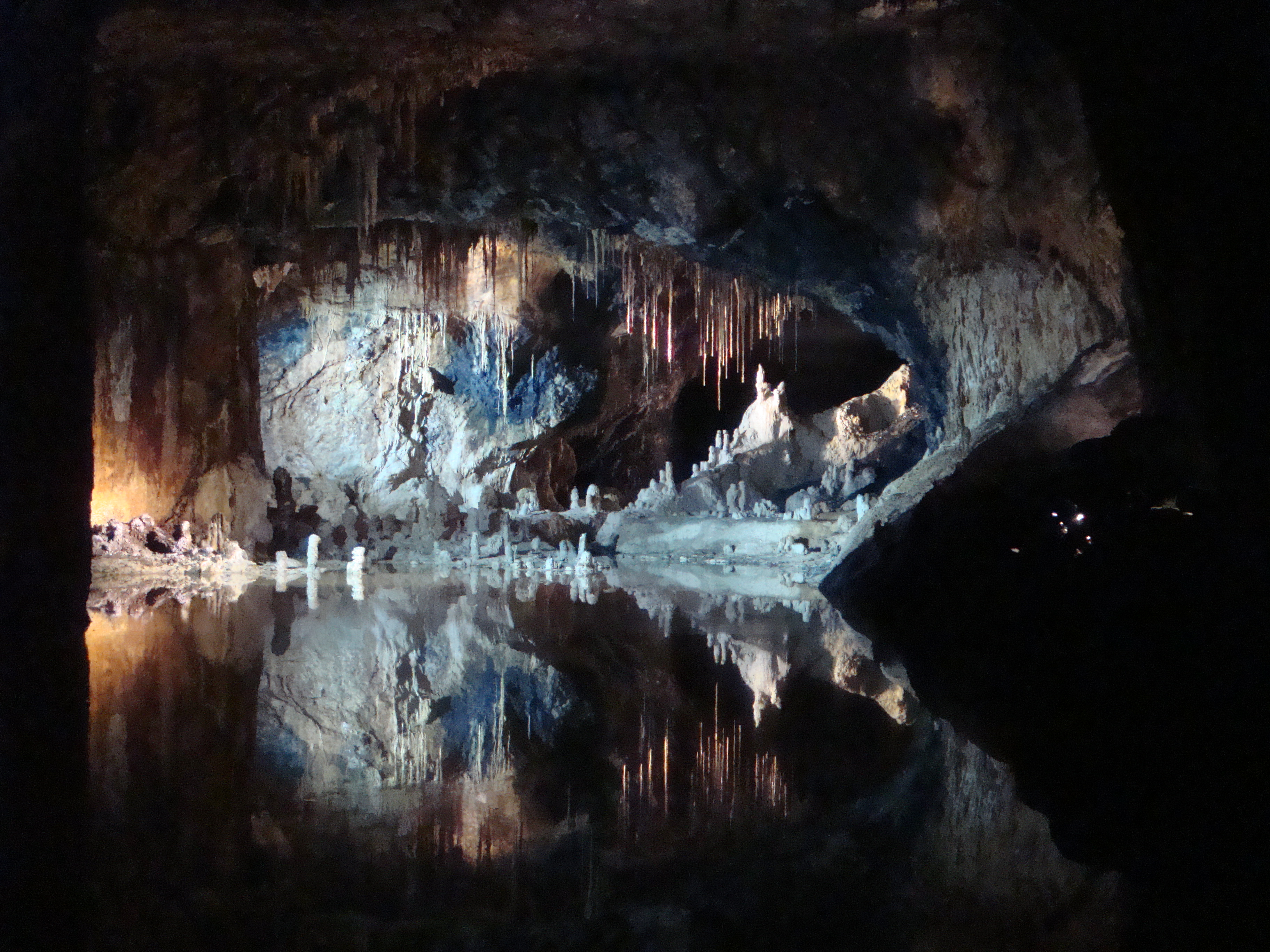
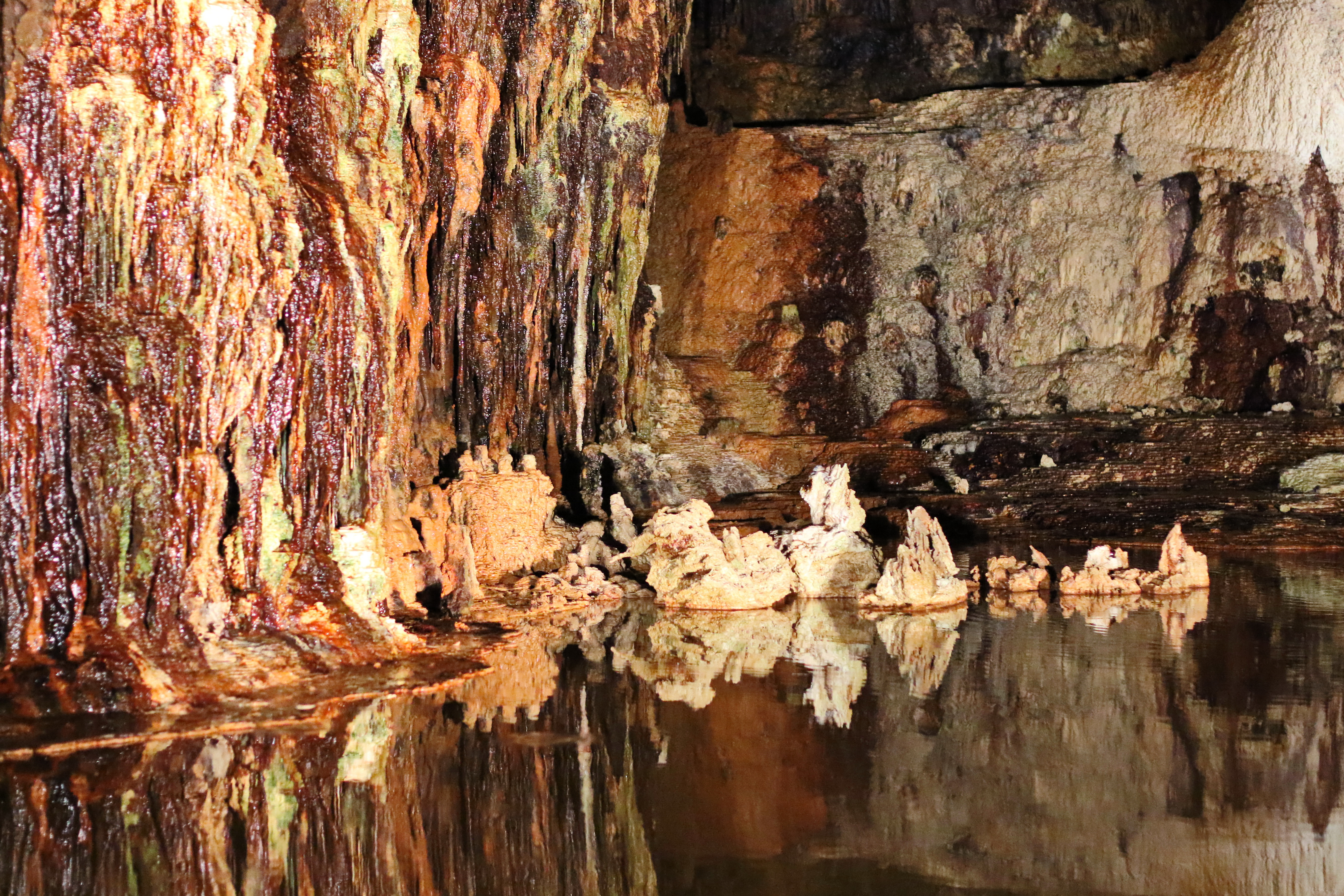
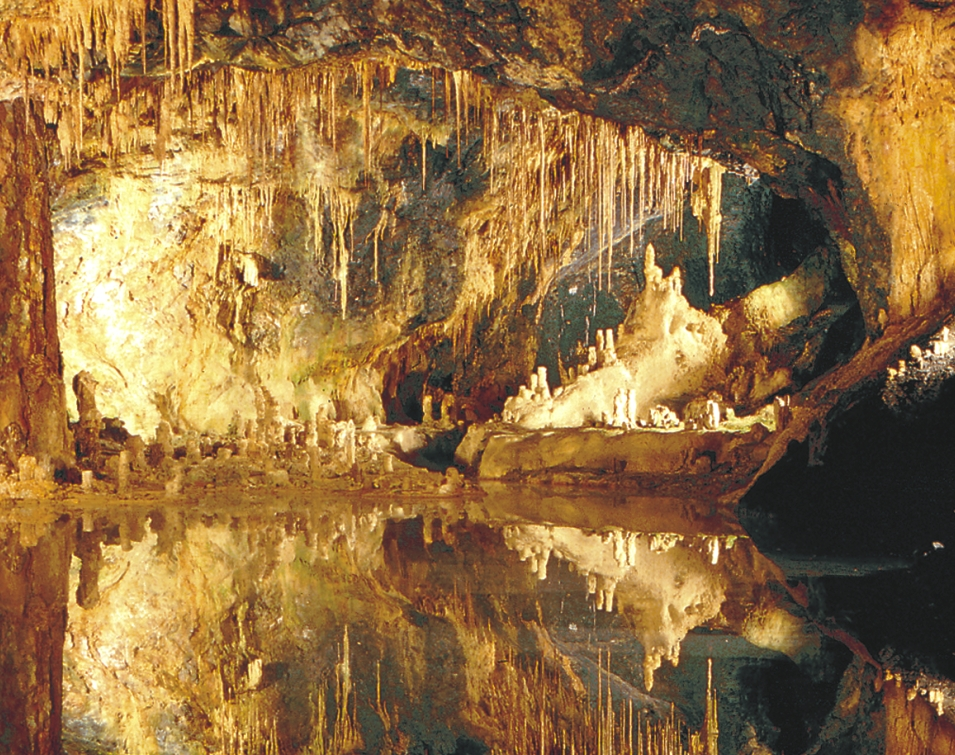
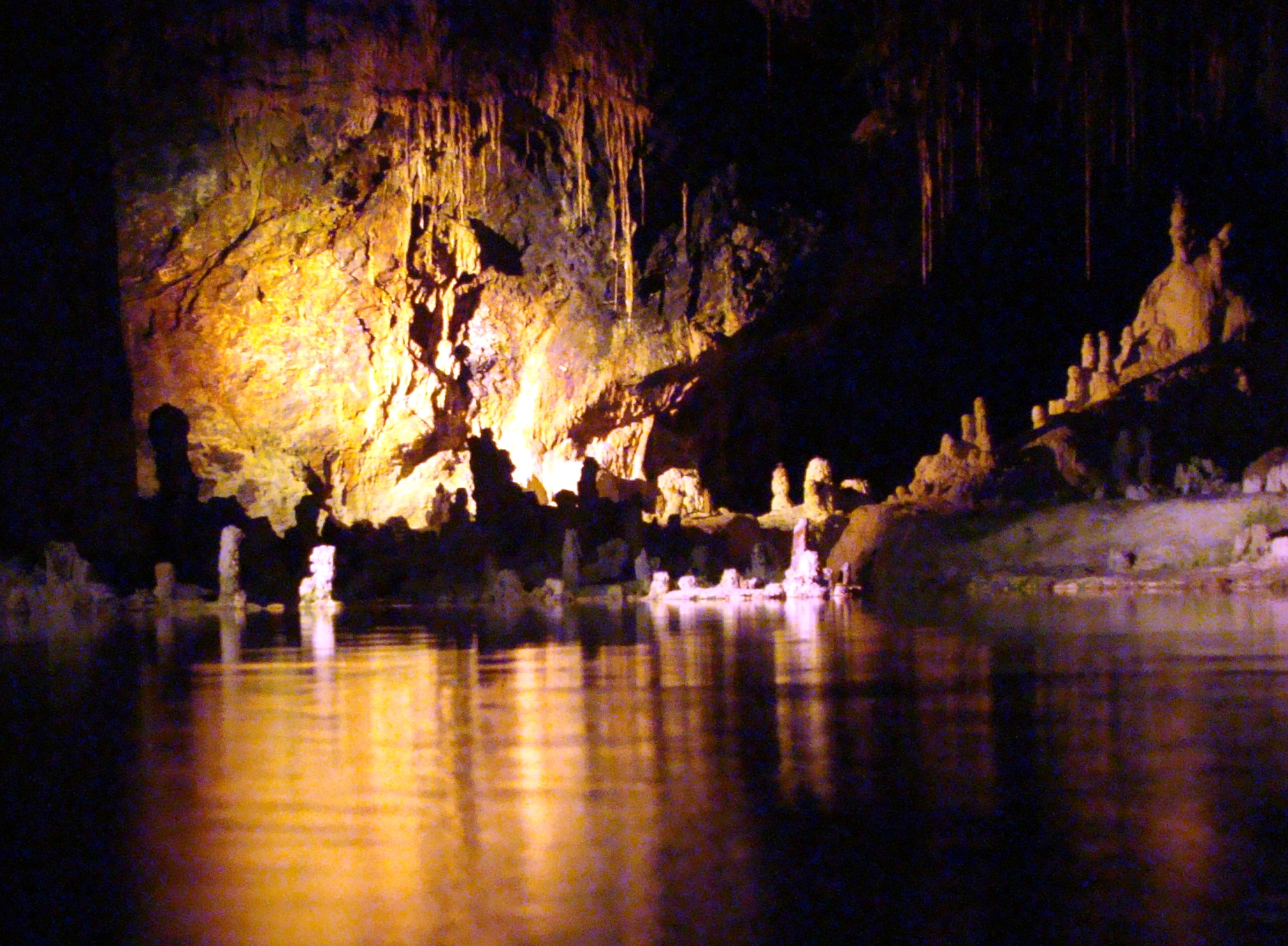
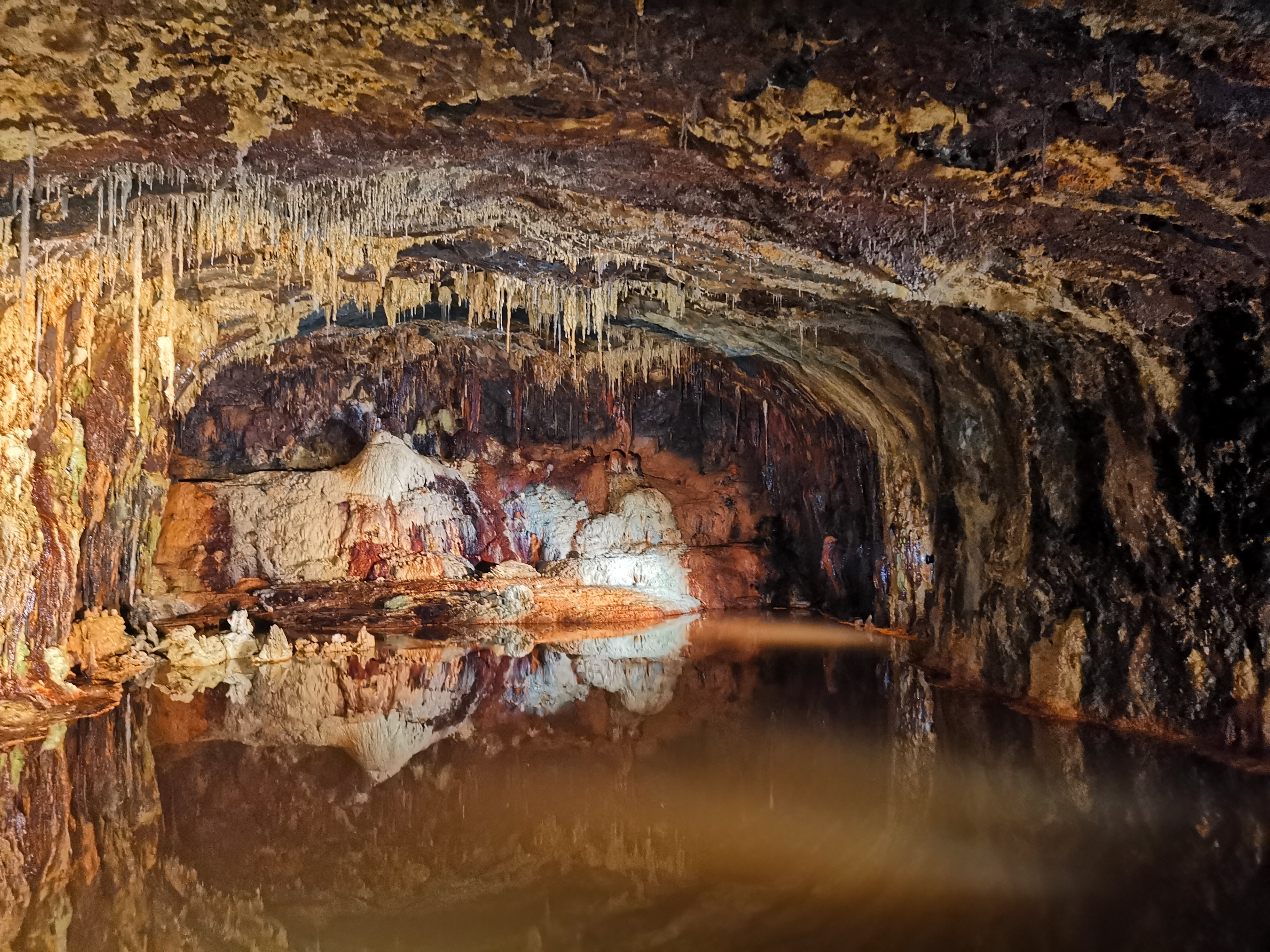
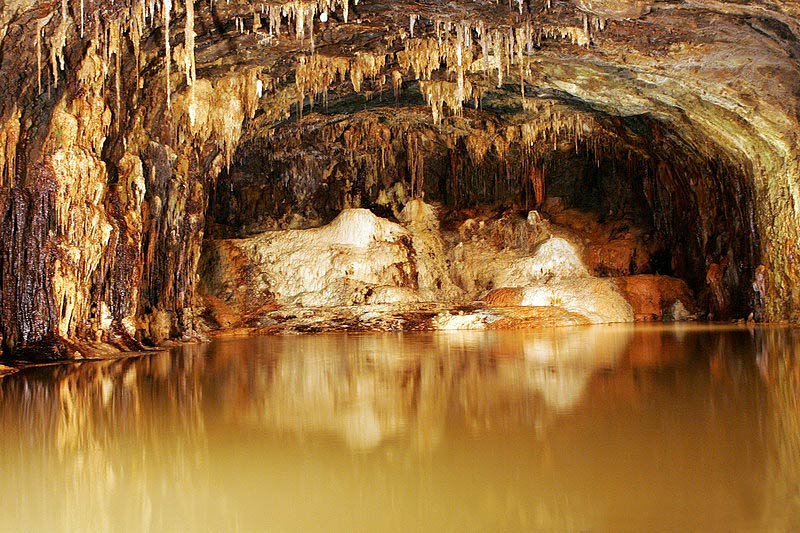
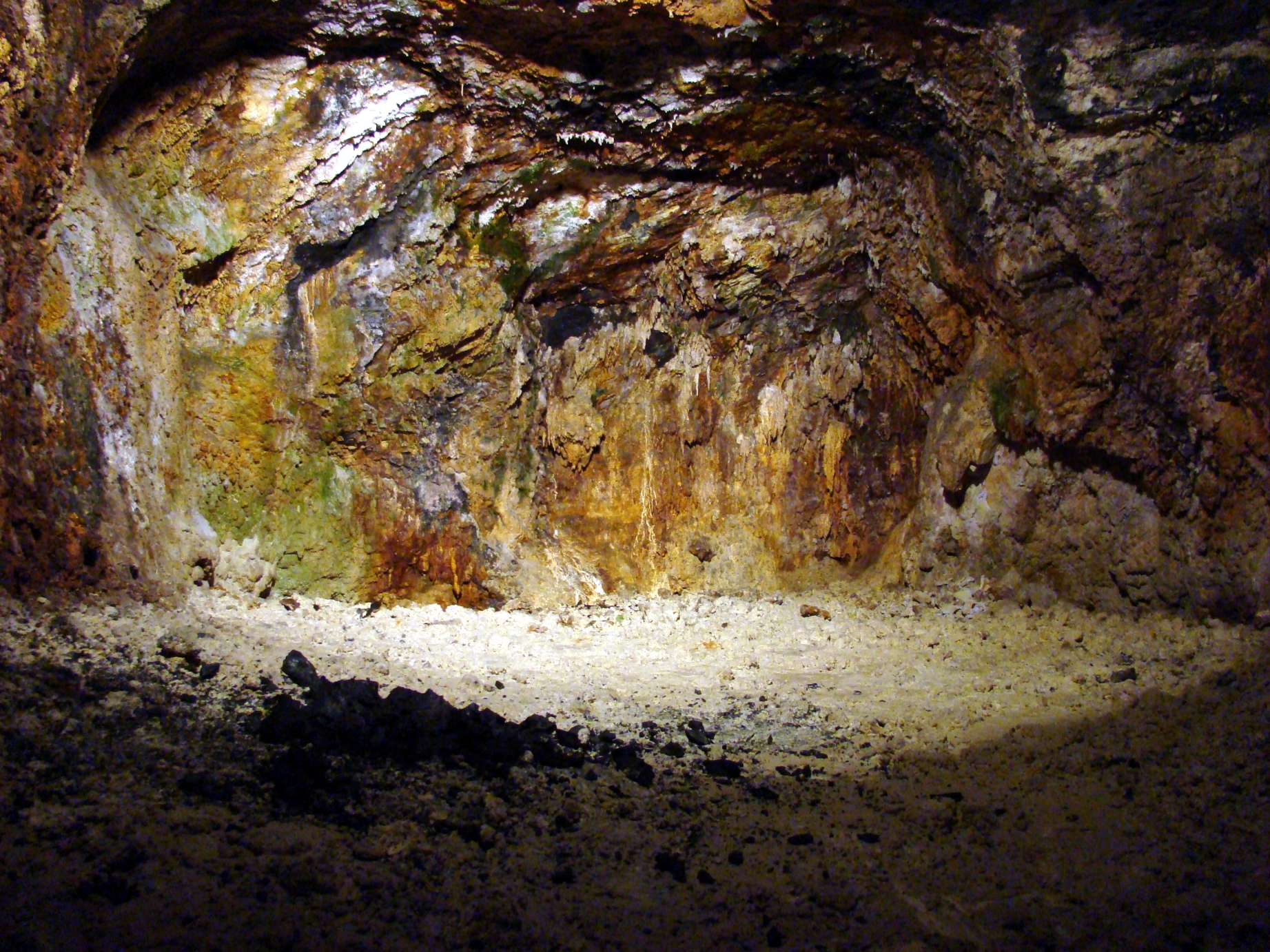